# Braunerit
A nu se confunda cu brannerit, UTi2O6.
Brauneritul este un mineral carbonat hidratat de uranil, calciu și potasiu, cu formula chimică K2Ca(UO2)(CO3)3·6H2O. A fost descoperit in depozitele de uraniu din mina Svornost, Jáchymov, Cehia.
Structura sa este tridimensională, fiind constituită din rețele formate din ioni uranil și carbonat, cu un înalt grad de complexitate. Grupul de cristalizare este P21/b (monoclinic), cu parametrii celulei elementare a = 17,6725(12) Å, b = 11,6065(5) Å, c = 29,673(3) Å, β = 101,780(8)°. Volumul celulei (calculat din paramterii celulei elementare) este 5958,22 Å³. 
Specimene de braunerit pot fi văzute în colecțiile de la Departamentul de Mineralogie și Petrologie al Muzeului Național din Praga, Cehia și la Muzeul de Istorie Naturală, Los Angeles, SUA. 